# Саймон, Франческа
Франческа Саймон (англ. Francesca Isabelle Simon, род. 23 февраля 1955, Сент-Луис, Миссури, США) — американская писательница, журналистка, художница, живущая в Лондоне, медиевист по образованию. Получила известность благодаря серии детских книг «Ужасный Генри». 

## Биография
Франческа Саймон родилась в Сент-Луисе, штат Миссури, выросла в Калифорнии. Училась в Йельском и Оксфордском университетах, где специализировалась на исследовании Средневековья.
Затем она бросила карьеру медиевиста и стала работать независимым журналистом. Писала для таких изданий, как Sunday Times, Guardian, Mail on Sunday, Telegraph и Vogue (США). После того, как у неё родился сын Джошуа в 1989 году, она начала писать книги для детей. Франческа опубликовала более 50 книг, среди которых и популярная серия про Ужасного Генри (продано более 11 млн. копий).
Франческа победила в конкурсе «Детская книга года» в 2008 году. Книги про Ужасного Генри опубликованы в 24 странах, а также по книге снят анимационный сериал.
В настоящее время проживает в Лондоне со своим мужем, сыном, и тибетским спаниелем Шанти.